# Pedro Pérez Conde
Pedro Pérez Conde (Villafranca de Córdoba, 26 luglio 1988) è un calciatore spagnolo, attaccante del PAS Giannina.

## Carriera
Il 7 luglio 2016 viene acquistato a titolo definitivo dalla squadra greca del PAS Giannina. In seguito va a giocare nella prima divisione emiratina.

## Palmarès

### Individuale
- Capocannoniere della Coppa di Lega emiratina: 1

2019-2020